# 마탈레구

마탈레 구

마탈레구(싱할라어: මාතලේ දිස්ත්‍රික්කය, 타밀어: மாத்தளை மாவட்டம்)는 스리랑카를 구성하는 25개 구 가운데 하나로 행정 중심지는 마탈레이며 면적은 1,993km2, 인구는 482,229명(2012년 기준)이다. 행정 구역상으로는 중부 주에 속한다.